# キャスティ21公園
キャスティ21公園（キャスティ21こうえん）は、兵庫県姫路市北条にある公園。

## 概要
姫路市文化コンベンションセンター（愛称：アクリエひめじ）の西側に隣接して整備されている。2021年3月22日から開園された。姫路市文化コンベンションセンターとともに、2022年土木学会デザイン賞最優秀賞受賞を受賞した。
キャスティ21とは、「キャッスル（城）」と「シティ（都市）」、21世紀を合成した造語て姫路駅周辺地区整備事業の愛称（一般公募）。

### 所在地
- 〒670-0836 兵庫県姫路市北条448-12

### 施設
- 歩行者デッキ
- エレベーター
- 芝生広場
- ベンチ
- 照明施設
- 屋外階段
- トイレ
- 手洗場

## 周辺
- 姫路市文化コンベンションセンター
- 兵庫県立はりま姫路総合医療センター
- JR西日本姫路駅、東姫路駅
- 姫路城

## アクセス
- JR西日本姫路駅から徒歩約10分